# Karl Philipp Vopelius
Karl Philipp Vopelius (* 1. März 1830 in Sulzbach/Saar; † 1. Juni 1881 ebenda) war ein deutscher Alaun- und Glasfabrikant.

## Leben

### Herkunft und Familie
Karl Philipp Vopelius entstammte der Familie Vopelius, die gegen Ende des 18. Jahrhunderts die Glasherstellung als Industriezweig in das Saarland brachte. Er war der Sohn des Glasfabrikanten Johann Ludwig Vopelius (1800–1846) und dessen erster Ehefrau Caroline Zix (1804–1830). Nach ihrem Tod heiratete sein Vater Dorothea Margaretha Caroline Retzer (1816–1885), mit der er die Söhne Ludwig Wilhelm (1842–1914) und Richard (1843–1911) und die Tochter Alwine Caroline (1837–1918, ⚭ Carl Röchling) hatte.
Am 7. Mai 1856 heiratete er in Saarbrücken Emilie Sophie Mathilde Zix (1835–1905). Aus der Ehe sind die Kinder Karl Eugen Leopold (1857–1945), Marie Charlotte Stephani (1859–1918) und Margarethe Mathilde (1868–1907) hervorgegangen. Zwei Söhne starben im frühen Kindesalter.

### Unternehmerisches Wirken
1854 gründete er gemeinsam mit Eugène Chevandier de Valdrôme (1810–1878) die Firma „Chevandier et Vopelius“, die eine Glashütte in Schnappach betrieb. Als Karls Onkel Karl Remy 1850 kinderlos verstarb, heiratete dessen Witwe Maria Pauline Margarethe Sahler (1820–1902) den französischen Unternehmer.
Karl übernahm die Werksleitung und hatte großen Erfolg, denn der Betrieb wuchs zu einer Belegschaft mit über 240 Mitarbeitern. 1858 wurde eine neue Glashütte in Sulzbach errichtet.
Am 1. Juni 1881 schied Vopelius durch Freitod aus dem Leben. Sein Sohn Karl trat am 1. Dezember 1883 in die Firma ein.
Die Firma „Chevandier et Vopelius“ war Mitglied im Verein zur Wahrung der gemeinsamen wirtschaftlichen Interessen der Saarindustrie.